# Трикветр

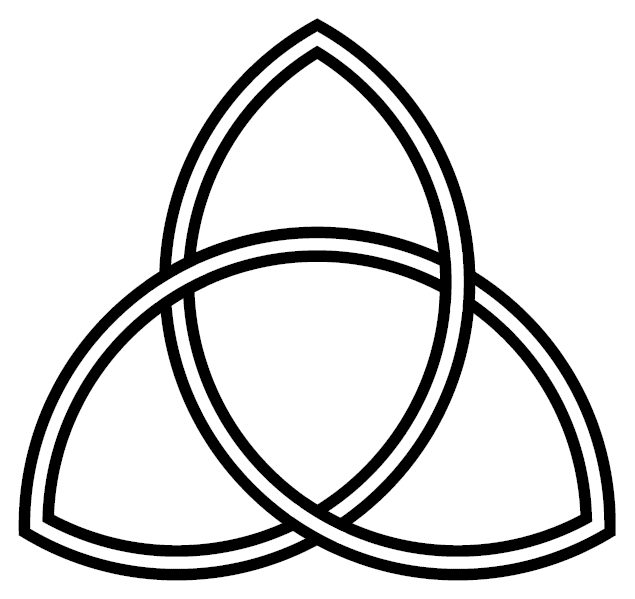
Трикветр

Трикве́тр, также трикве́стр (лат. triquetrum от tri «три» + quetrus «имеющий углы») — религиозный символ. В наши дни слово трикветр используется исключительно для обозначения сложной фигуры, образованной пересечением трёх vesica piscis, иногда с добавлением окружности внутри или снаружи фигуры.

## Происхождение и использование
Древний орнаментальный и сакральный символ народов центральной и северной Европы. Учитывая нейтральность символов как таковых, стоит отметить, что современная область применения значительно отличается от первоначальной. В бронзовом веке трикветр был одним из символов движения Солнца, олицетворяя основные положения светила (соответственно, на восходе, в зените и на закате). Высказывались предположения о связи символа с лунными фазами и обновлением жизни. Знак был весьма распространен среди северных народов Европы — кельтов, фризов, скандинавов. В частности, знак присутствует на кельтских крестах, где, как считается, символизирует триаду и является символом морского бога Мананнана. В скандинавской и тевтонской символике знак связан с Тором.
Кроме того, символ присутствует в древнерусском прикладном искусстве. Трикветр был вырезан на использовавшемся для запечатывания мешков с данью деревянном замке-цилиндре, найденном на территории усадьбы Ж на Троицком раскопе Новгорода в слое конца XI века. На двух одинаковых серебряных двустворчатых массивных браслетах XII века, найденных в 1923 году замурованными в стену Спасского собора в Чернигове, на центральном медальоне на каждой створке изображён знак огня — триквестр, а концы створок оформлены в виде голов львов и львиц таким образом, что в замкнутом положении лев и львица соприкасаются друг с другом. В этом можно видеть выражение мужского и женского начала, а в огне-триквестре — символ домашнего очага.
В неоязыческой религии викка трикветр иногда используется для обозначения Триединой богини.
Также трикветр в сериале «Зачарованные» был символом трёх сестёр-ведьм, но в официальном русском переводе от телеканала СТС он назывался «трилистник».
Использовался запрещённой в Российской Федерации организацией, пропагандировавшей антисемитизм - «Ахтубинским народным движением "К Богодержавию"».

## Происхождение (этимология) слова «трикветр»
Латинское обозначение символа, произошедшее от слов tri- («три») и -quetrus («-уго́льный»), в оригинале означало просто треугольник и использовалось для обозначения различных треугольных форм. В наши дни оно стало использоваться исключительно для обозначения гораздо более сложной фигуры, образованной пересечением трёх символов Vesica piscis (с лат. — «рыбий пузырь»), часто с добавлением окружности внутри или снаружи фигуры.

## Различные формы трикветра

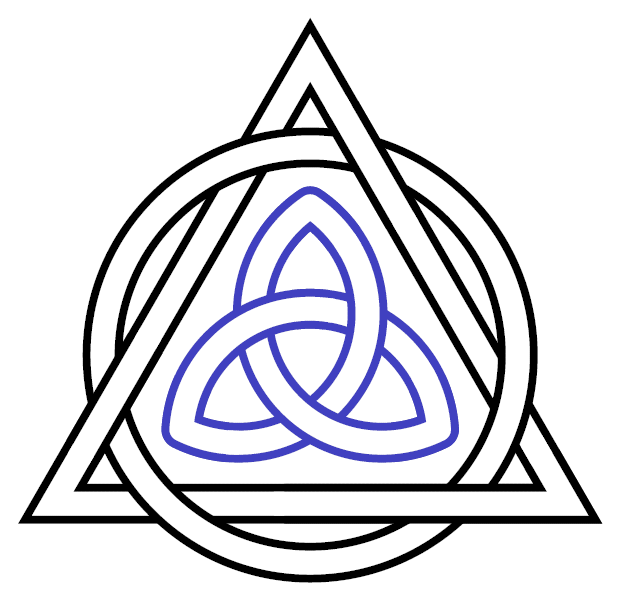
Трикветр (синий)
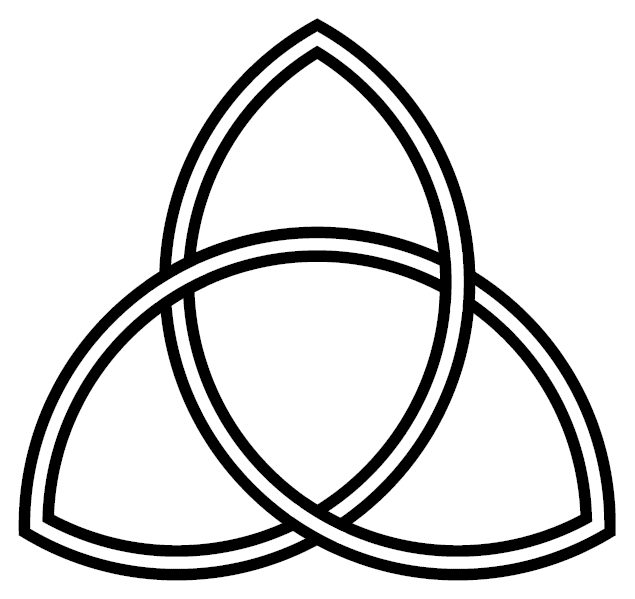
Простой трикветр, состоящий из трех символов Vesica piscis.
Беспромежуточный («глухой») трикветр.
Двойной трикветр.
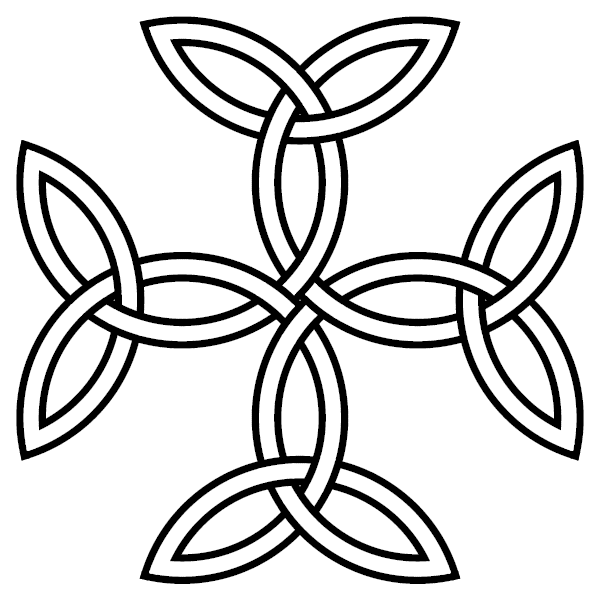
Крест, образованный трикветрами (Крест Каролингов).
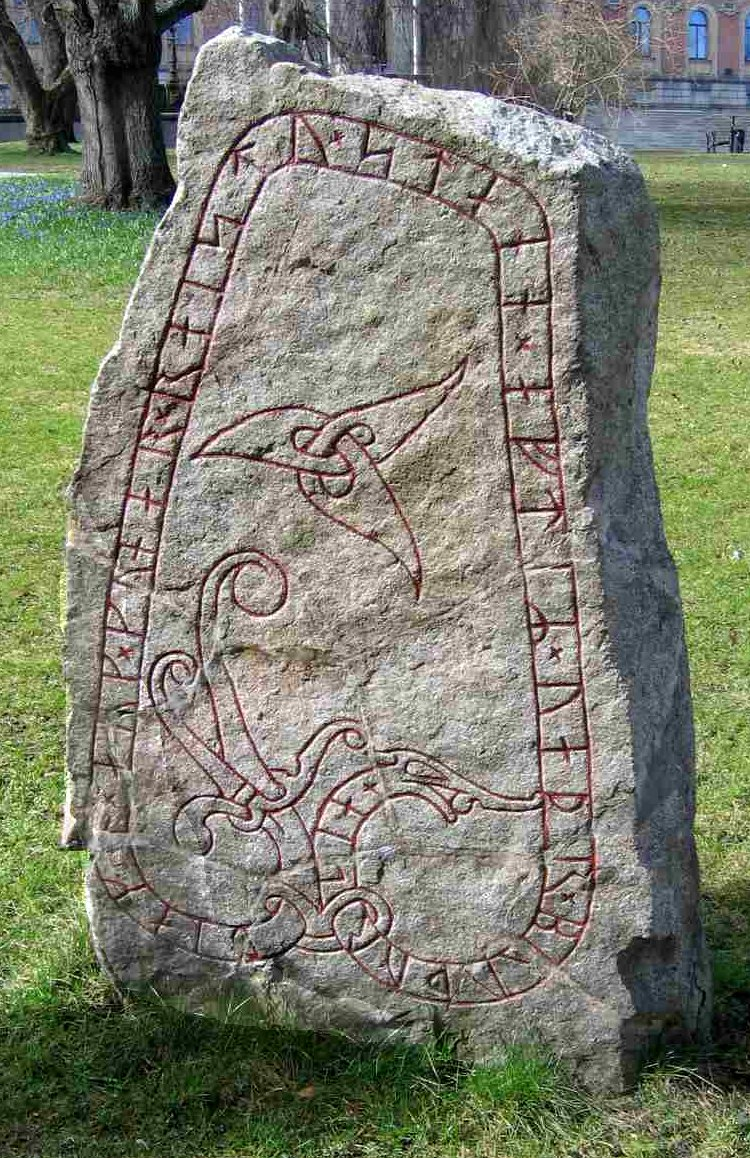
Трикветр на руническом камне Фунбо, установленном в парке университета Уппсалы.
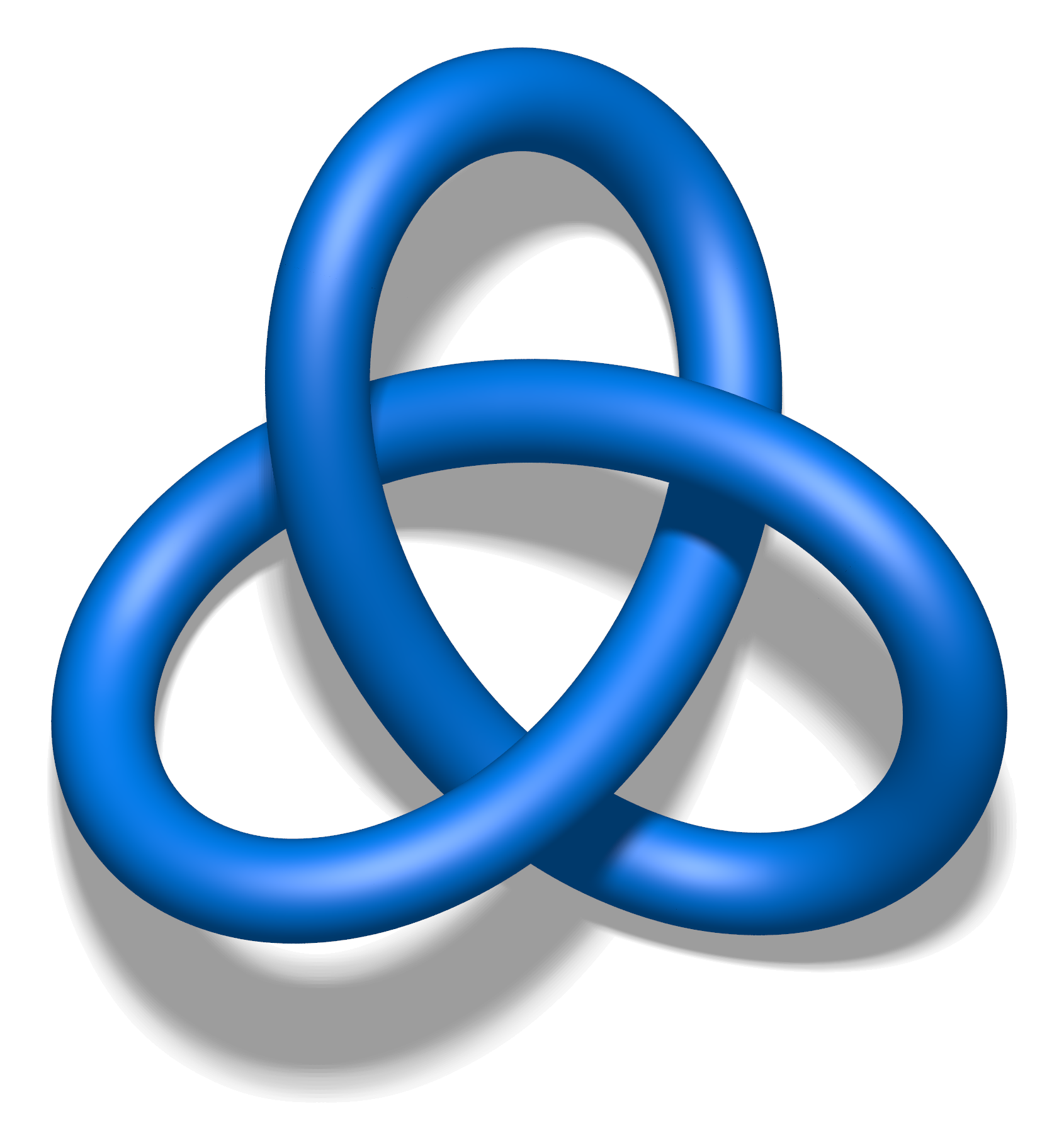
В теории узлов трикветр соответствует трилистнику — простейшему нетривиальному узлу.